# Olesja Rychljuk
Olesia Volodymyrivna Rychljuk (ukrainska: Олеся Володимирівна Рихлюк), född 11 december 1987 i Kiev i Ukraina, är en volleybollspelare (motstående spiker).
Rychljuk började spela volleyboll som sjuåring. Hennes far var baskettränare och påverkade hennes sportval. Även hennes bror spelade basket. Hon gick med i Jinestra Odessa vid 13 års ålder och spelade för dem till 2010. Med dem blev hon ukrainsk mästare två gånger (2003 och 2004) och vann ukrainska cupen två gånger (2003 och 2010). I augusti 2010 flyttade hon till Perugia för att spela med Pallavolo Sirio Perugia. I början av 2011 flyttade hon vidare till Istanbul och Beşiktaş JK. Sommaren samma år skrev hon på för Hwaseong IBK Altos i sydkoreanska V-League. Hon spelade med klubben under två säsonger. Under den första blev hon en av de bästa poängvinnarna och under den andra vann hon mästerskapet med klubben och utsågs själv till mästerskapets mest värdefulla spelare.
I maj 2013 återvände han till Europa och började spela för den schweiziska klubben Voléro Zürich. Med klubben spelade hon förutom i schweiziska mästerskapen också i CEV Champions League och världsmästerskapet i volleyboll för klubblag. I det senare tog hon 2015 brons med klubben och utsågs själv till tävlingens bästa motstående spiker. Även 2017 tog klubben brons. I augusti 2017 började hon sin andra sejour med Besiktas och i september 2019 gick hon över till Galatasaray SK. Sedan 2021 spelar hon med Kuzeyboru GSK.
Under sin tid i Jinestra Odessa spelade hon för Ukrainas landslag, men under de följande åren spelade inte Rychljuk för laget. Volleybollspelaren kallades till kvalificeringsmatcher i EM mot Vitrysslands landslag, men Voléro Zürich lät inte sina spelare spela med hänvisning till behovet av att återhämta sig efter en svår säsong. Sedan 2018 spelar hon med landslaget igen och deltog med dem i EM 2019 och 2021.